# Liste der Fahnenträger der sowjetischen Mannschaften bei Olympischen Spielen
Die Liste der Fahnenträger der sowjetischen Mannschaften bei Olympischen Spielen listet chronologisch alle Fahnenträger sowjetischer Mannschaften bei den Eröffnungsfeiern Olympischer Spiele auf.

## Liste der Fahnenträger
| Mannschaft                | Veranstaltung | Fahnenträger (EF)    | Fahnenträger (AF)                              |
| ------------------------- | ------------- | -------------------- | ---------------------------------------------- |
| 1952 in Helsinki          | Sommerspiele  | Jakow Kuzenko        |                                                |
| 1956 in Cortina d’Ampezzo | Winterspiele  | Oleg Gontscharenko   |                                                |
| 1956 in Melbourne         | Sommerspiele  | Alexei Medwedew      |                                                |
| 1960 in Squaw Valley      | Winterspiele  | Nikolai Sologubow    |                                                |
| 1960 in Rom               | Sommerspiele  | Juri Wlassow         |                                                |
| 1964 in Innsbruck         | Winterspiele  | Jewgeni Grischin     |                                                |
| 1964 in Tokio             | Sommerspiele  | Juri Wlassow         | Vermischung aller Athleten beim «Vorbeimarsch» |
| 1968 in Grenoble          | Winterspiele  | Wiktor Mamatow       |                                                |
| 1968 in Mexiko-Stadt      | Sommerspiele  | Leonid Schabotinski  |                                                |
| 1972 in Sapporo           | Winterspiele  | Wjatscheslaw Wedenin |                                                |
| 1972 in München           | Sommerspiele  | Alexander Medwed     |                                                |
| 1976 in Innsbruck         | Winterspiele  | Wladislaw Tretjak    |                                                |
| 1976 in Montreal          | Sommerspiele  | Wassili Alexejew     |                                                |
| 1980 in Lake Placid       | Winterspiele  | Alexander Tichonow   |                                                |
| 1980 in Moskau            | Sommerspiele  | Nikolai Balboschin   |                                                |
| 1984 in Sarajevo          | Winterspiele  | Wladislaw Tretjak    |                                                |
| 1984 in Los Angeles       | Sommerspiele  | keine Teilnahme      | keine Teilnahme                                |
| 1988 in Calgary           | Winterspiele  | Andrei Bukin         |                                                |
| 1988 in Seoul             | Sommerspiele  | Alexander Karelin    |                                                |
| 1991 Auflösung            |               |                      |                                                |

Anmerkung: (EF) = Eröffnungsfeier, (AF) = Abschlussfeier
Die Fahnenträger von 1952 und 1956 waren erfolgreiche Gewichtheber, nahmen aber an den jeweiligen Spielen nicht als Aktiver teil.

## Statistik
| Rang    | Sportart     | EF | AF | ∑ |
| ------- | ------------ | -- | -- | - |
| 1       | Gewichtheben | 6  | 0  | 6 |
| 2       | Ringen       | 3  | 0  | 3 |
| Gesamt: | Gesamt:      | 9  | 0  | 9 |

| Rang    | Sportart       | EF | AF | ∑ |
| ------- | -------------- | -- | -- | - |
| 1       | Eishockey      | 3  | 0  | 3 |
| 2       | Biathlon       | 2  | 0  | 2 |
| 2       | Eisschnelllauf | 2  | 0  | 2 |
| 4       | Eiskunstlauf   | 1  | 0  | 1 |
| 4       | Skilanglauf    | 1  | 0  | 1 |
| Gesamt: | Gesamt:        | 9  | 0  | 9 |

| Rang    | Sportart       | EF | AF | ∑  |
| ------- | -------------- | -- | -- | -- |
| 1       | Gewichtheben   | 6  | 0  | 6  |
| 2       | Eishockey      | 3  | 0  | 3  |
| 2       | Ringen         | 3  | 0  | 3  |
| 4       | Biathlon       | 2  | 0  | 2  |
| 4       | Eisschnelllauf | 2  | 0  | 2  |
| 6       | Eiskunstlauf   | 1  | 0  | 1  |
| 6       | Skilanglauf    | 1  | 0  | 1  |
| Gesamt: | Gesamt:        | 18 | 0  | 18 |

Die Fahnenträger von 1952 und 1956 waren erfolgreiche Gewichtheber, nahmen aber an den jeweiligen Spielen nicht als Aktiver teil.